# José Emílio Furtado
José Emílio Robalo Furtado (Praia, 14 de Março de 1983) é um futebolista cabo-verdiano, que joga habitualmente a avançado.
Após uma época e meia no Futebol Clube Paços de Ferreira, e dada a sua pouca utilização, rescindiu amigavelmente com o clube. Foi anunciada depois a sua contratação pela União Desportiva de Leiria.